# Coefficient de performance
Pour les articles homonymes, voir COP.
Le coefficient de performance, ou COP (parfois CP), d'une pompe à chaleur est le quotient de la chaleur produite par le travail fourni.

## Définitions
Le COP est défini par la relation suivante :
{\displaystyle COP={\frac {|Q|}{W}}} 

où Q est la chaleur utile à l'échangeur et W est le travail mécanique absorbé par le compresseur. Chaleur et travail étant des énergies, exprimées en joules, le COP est sans unité.
Le COP est ainsi une efficacité énergétique, dans laquelle le système étudié se situe à la sortie du moteur du compresseur (source chaude) : seule l'efficacité du circuit frigorifique est prise en compte.
D'après la première loi de la thermodynamique, dans un système réversible, on peut montrer que :
{\displaystyle Q_{chaud}=Q_{froid}+W}, où {\displaystyle Q_{chaud}} est la chaleur reçue par le réservoir froid et {\displaystyle Q_{froid}} la chaleur fournie par le réservoir chaud.
Ainsi, en remplaçant W,
{\displaystyle COP_{chauffage}={\frac {Q_{chaud}}{Q_{chaud}-Q_{froid}}}}
Pour une pompe à chaleur fonctionnant avec une efficacité théorique maximum (i.e. efficacité de Carnot), on peut montrer que
{\displaystyle {\frac {Q_{chaud}}{T_{chaud}}}={\frac {Q_{froid}}{T_{froid}}}} 

où {\displaystyle T_{chaud}} et {\displaystyle T_{froid}} sont respectivement la température du réservoir chaud et du réservoir froid.
D'où, pour un fonctionnement en chauffage :
{\displaystyle COP_{chauffage}={\frac {T_{chaud}}{T_{chaud}-T_{froid}}}}
et, pour un fonctionnement en climatisation ou réfrigération :
{\displaystyle COP_{refroidissement}={\frac {Q_{froid}}{Q_{chaud}-Q_{froid}}}={\frac {T_{froid}}{T_{chaud}-T_{froid}}}}

Ces équations utilisent la température absolue, comme l'échelle Kelvin. Par exemple, pour une différence de température de 20 °C et une température chaude de 300 K (27 °C), le {\displaystyle COP_{chauffage}}maximum est de 15. C'est la limite absolue qu'aucun appareil ne peut dépasser. En pratique, un COP de 5 est déjà excellent (et suffisant, cf. infra).  
On observe que {\displaystyle COP_{refroidissement}=COP_{chauffage}-1}. 

## Conditions de fonctionnement
Le COP dépend de la qualité de l'appareil et de la différence de température, mais il est également sensible à d'autres conditions. Le givrage est par exemple un obstacle pratique qui impose des adaptations techniques ayant un effet négatif sur le COP dès que la température du côté froid s'approche de 0 °C.

## Exemple
Une pompe à chaleur (PAC) avec un COP de 3,5 apporte 3,5 unités de chaleur pour chaque unité d'énergie consommée (par exemple, 1 kWh consommé produit 3,5 kWh d'énergie thermique). Sur ces 3,5 unités, 2,5 sont extraites de la source froide (chaleur puisée par les capteurs implantés en extérieur) et 1 est l'énergie de fonctionnement de l'appareil. 
À l'inverse, pour apporter une chaleur de 1, une pompe à chaleur a besoin de consommer une énergie de 1/COP et extrait le reste : l'énergie « gratuite » est de 1 - 1/COP. Cette énergie gratuite permet à une PAC d'être plus économique que la meilleure des chaudières, dans la mesure où le rapport de prix entre l'électricité dont la PAC a besoin et celui de l'énergie consommée par la chaudière est inférieur au COP ; avec un COP supérieur à 3, cette condition est en pratique remplie. À partir de cette valeur, en effet, le système compense les pertes qui ont eu lieu au cours de la production électrique (pertes de production, de transport, etc. qui font qu'environ un tiers de l'énergie primaire seulement est disponible sous forme d'électricité chez le consommateur). 
La proportion d'énergie gratuite implique, en outre, que l'augmentation du COP présente un intérêt surtout quand il est bas (proche de 1), mais la rentabilité des gains de performances est fortement décroissante : trois appareils de COP respectif 2, 3 et 4 fournissent respectivement 50, 67 et 75 % d'énergie gratuite, ce qui veut dire qu'on gagne 50 % (par rapport à un radiateur électrique par exemple) en adoptant le premier, seulement 17 % de plus en adoptant le second, et enfin 8 % supplémentaire avec le troisième. Par exemple le doublement du COP entre un appareil très bas de gamme (COP de 2,5, soit 60 % d'énergie gratuite) et un très haut de gamme (COP de 5, soit 80 % d'énergie gratuite) se traduit seulement par une économie supplémentaire de 20 % sur la facture de référence. La facture d'électricité sera toutefois divisée par deux avec le modèle performant. 
En réfrigération, le critère principal est la chaleur extraite et, comme vu plus haut, {\displaystyle COP_{refroidissement}=COP_{chauffage}-1}. Un réfrigérateur fonctionnant avec un {\displaystyle COP_{refroidissement}} de 2 extrait deux unités de chaleur pour chaque unité d'énergie consommée (par exemple, un système d'air conditionné consommant 1 kW retire 2 kW de chaleur à un bâtiment).
Dans le cas typique d'une PAC air-air, le COP diminue avec la température extérieure. 
Le COP commercial est donné pour une température extérieure égale à 7 °C à la puissance calorifique nominale. Le COP diminue pour les températures extérieures plus basses, une hygrométrie élevée et pour une marche à pleine puissance du compresseur des modèles inverter, tout ceci de façon plus ou moins sensible selon les performances de la PAC.
Dans la pratique, des essais réalisés en Suède[réf. nécessaire] sur des PAC air/air indiquant, sur leurs fiches commerciales, des COP compris entre 3 et 5,5, donnent en pratique des COP moyens annuels entre 1,5 et 4 à l'usage. Selon ces tests, pour 10 MWh d’énergie thermique fournie par une PAC air/air en un an, il y a entre 2 500 kWh d’électricité consommée (COP moyen annuel de 4 des PAC très performantes dans une région pas trop froide) et 6 500 kWh (COP moyen annuel de 1,5 des PAC poussives dans des régions très froides) d’électricité consommée selon la température moyenne annuelle où est installée la PAC, les performances de la PAC et le dimensionnement de l'installation. La moyenne de l'ensemble des COP moyens annuels est de 2,5, ce qui donne une consommation d’électricité moyenne de 4 MWh/an pour 10 MWh/an d’énergie calorifique. Les COP mesurés à une température de −15 °C sont tous autour de 2 et ça n'affecte en rien la capacité de ces PAC modernes à produire l’énergie calorifique pour laquelle elles sont conçues.
Un COP froid peut descendre en dessous de 1 car la puissance consommée par le compresseur peut tout à fait être supérieure à celle échangée sur la source froide. En revanche, un COP chaud ne peut théoriquement pas descendre sous l'unité car la puissance consommée par le compresseur doit nécessairement être dissipée sur la source chaude pour que le cycle soit à l'équilibre thermodynamique (que la somme des puissances en jeu soit nulle). En pratique, cependant, une installation défectueuse telle qu'un circuit vide ou en manque de fluide frigorigène est susceptible de consommer de la puissance au compresseur sans parvenir à la délivrer en totalité ou en partie sur la source chaude. Néanmoins, comme l'énergie se conserve, la puissance ainsi consommée par le compresseur est accumulée dans le compresseur. Celui-ci finit soit par casser, soit plus généralement sur les compresseurs actuels, par se mettre en sécurité.